# Forretningsbank
En forretningsbank svarer til det, der på dansk i daglig tale blot kaldes en bank. Anvendt på danske forhold bruges begrebet først og fremmest, når det ønskes at understrege forskellen mellem "almindelige" profitmaksimerende banker og centralbanker, der jo også er banker, men med en ganske anden rolle end typiske privatejede banker. Centralbanker tager sig af den overordnede styring af pengevæsen mv. i et valutaområde, mens forretningsbankernes rolle er at levere finansielle ydelser (f.eks. långivning) til almindelige husholdninger og virksomheder.
Den præcise betydning af ordet afhænger af den finansielle regulering i det pågældende land, man taler om. I Norge er en forretningsbank et officielt juridisk begreb, der betegner en bank, der er organiseret som et aktieselskab i modsætning til den anden norske hoved-banktype, en "sparebank" (svarende til en sparekasse). I USA skelnes der ligeledes i lovgivningen mellem forretningsbanker (commercial banks) og investeringsbanker (investment banks), der er omfattet af hver sit regelsæt. Den samme skelnen anvendes også til tider på dansk, men da den danske lovgivning ikke opererer med den samme klare forskel, er distinktionen mindre afgørende for Danmarks vedkommende.